# Rayo Vallecano de Madrid 2022-2023
Questa voce raccoglie le informazioni riguardanti il Rayo Vallecano de Madrid nelle competizioni ufficiali della stagione 2022-2023.

## Maglie e sponsor
| Casa | Trasferta | Terza divisa |

Sponsor ufficiale: DIGI
Fornitore tecnico: Umbro

## Rosa
In corsivo i calciatori ceduti durante la stagione 
| N. |                               | Ruolo | Calciatore             |
| -- | ----------------------------- | ----- | ---------------------- |
| 1  | Macedonia del Nord (bandiera) | P     | Stole Dimitrievski     |
| 2  | Spagna (bandiera)             | D     | Mario Hernández        |
| 3  | Spagna (bandiera)             | D     | Fran García            |
| 4  | Spagna (bandiera)             | C     | Mario Suárez           |
| 5  | Spagna (bandiera)             | D     | Alejandro Catena       |
| 6  | Spagna (bandiera)             | C     | Santi Comesaña         |
| 7  | Spagna (bandiera)             | A     | Isi Palazón            |
| 8  | Argentina (bandiera)          | A     | Óscar Trejo (capitano) |
| 9  | Colombia (bandiera)           | A     | Radamel Falcao         |
| 10 | Portogallo (bandiera)         | C     | Bebé                   |
| 11 | Francia (bandiera)            | C     | Randy Nteka            |
| 12 | Spagna (bandiera)             | A     | Andrés Martín          |
| 13 | Spagna (bandiera)             | P     | Diego López            |
| 14 | Spagna (bandiera)             | C     | Salvi Sánchez          |

| N. |                       | Ruolo | Calciatore        |
| -- | --------------------- | ----- | ----------------- |
| 15 | Spagna (bandiera)     | D     | Pep Chavarría     |
| 16 | Ghana (bandiera)      | D     | Abdul Mumin       |
| 17 | Spagna (bandiera)     | C     | Unai López        |
| 18 | Spagna (bandiera)     | C     | Álvaro García     |
| 19 | Francia (bandiera)    | D     | Florian Lejeune   |
| 20 | Albania (bandiera)    | D     | Ivan Balliu       |
| 21 | Senegal (bandiera)    | C     | Pathé Ciss        |
| 22 | Spagna (bandiera)     | C     | José Ángel Pozo   |
| 23 | Spagna (bandiera)     | C     | Óscar Valentín    |
| 24 | Montenegro (bandiera) | D     | Esteban Saveljich |
| 25 | Spagna (bandiera)     | A     | Raúl de Tomás     |
| 30 | Spagna (bandiera)     | P     | Miguel Morro      |
| 34 | Spagna (bandiera)     | A     | Sergio Camello    |

## Calciomercato

### Sessione estiva
| Acquisti | Acquisti           | Acquisti          | Acquisti                   |
| R.       | Nome               | da                | Modalità                   |
| -------- | ------------------ | ----------------- | -------------------------- |
| A        | Raúl de Tomás      | Espanyol          | definitivo (8 milioni €)   |
| D        | Pep Chavarría      | Real Saragozza    | definitivo (1,8 milioni €) |
| D        | Abdul Mumin        | Vitória Guimarães | definitivo (1,5 milioni €) |
| A        | Salvi Sánchez      | Cadice            | gratuito                   |
| P        | Diego López        | Espanyol          | gratuito                   |
| C        | Unai López         | Athletic Bilbao   | gratuito                   |
| A        | Sergio Camello     | Atlético Madrid   | prestito                   |
| D        | Florian Lejeune    | Alavés            | prestito                   |
| C        | José Ángel Pozo    | Al-Ahli           | fine prestito              |
| A        | Andrés Martín      | Tenerife          | fine prestito              |
| P        | Iván Arboleda      | Newell's Old Boys | fine prestito              |
| P        | Miguel Ángel Morro | Fuenlabrada       | fine prestito              |

| Cessioni | Cessioni               | Cessioni        | Cessioni      |
| R.       | Nome                   | a               | Modalità      |
| -------- | ---------------------- | --------------- | ------------- |
| P        | Luca Zidane            | Eibar           | gratuito      |
| D        | Jorge Moreno           | Córdoba         | prestito      |
| A        | Sergio Moreno Martínez | Osasuna         | prestito      |
| C        | Joni Montiel           | Levante         | prestito      |
| D        | Martín Pascual         | Ibiza           | prestito      |
| A        | Lass Bangoura          |                 | svincolato    |
| A        | Sergi Guardiola        | Real Valladolid | fine prestito |
| D        | Kévin Rodrigues        | Real Sociedad   | fine prestito |
| A        | Martín Merquelanz      | Real Sociedad   | fine prestito |
| A        | Mamadou Sylla          | Alavés          | fine prestito |
| A        | Nikola Maraš           | Almería         | fine prestito |

#### Sessione invernale
| Acquisti | Acquisti | Acquisti | Acquisti |
| R.       | Nome     | da       | Modalità |
| -------- | -------- | -------- | -------- |

| Cessioni | Cessioni      | Cessioni       | Cessioni              |
| R.       | Nome          | a              | Modalità              |
| -------- | ------------- | -------------- | --------------------- |
| C        | Randy Nteka   | Elche          | prestito (200 mila €) |
| A        | Bebé          | Real Saragozza | prestito              |
| P        | Iván Arboleda |                | svincolato            |

## Risultati

### Primera División

#### Girone di andata
| Barcellona 13 agosto 2022, ore 21:00 CEST 1ª giornata | Barcellona          | 0 – 0 referto | Rayo Vallecano | Camp Nou (81 104 spett.)\| Arbitro: \| Hernández Hernández \| |
| Arbitro:                                              | Hernández Hernández |               |                |                                                               |

| Arbitro: | Figueroa Vázquez |

|  |           |                      |
|  | Marcatori | 40’ Palazón 59’ Ciss |

| Arbitro: | Sánchez Martínez |

|  |           |                            |
|  | Marcatori | 13’ Muriqi 64’ Lee Kang-in |

| Arbitro: | Muñiz Ruiz |

|                        |           |             |
| Oroz 54’ R. García 90’ | Marcatori | 75’ Lejeune |

| Arbitro: | Gil Manzano |

|                                |           |                |
| Palazón 5’ González 65’ (aut.) | Marcatori | 90+3’ Diakhaby |

| Arbitro: | Mateu Lahoz |

|                                            |           |                     |
| I. Williams 14’ Sancet 28’ N. Williams 33’ | Marcatori | 5’ Trejo 80’ Falcao |

| Arbitro: | Figueroa Vázquez |

|                            |           |          |
| Camello 40’ U. López 90+5’ | Marcatori | 32’ Boyé |

| Arbitro: | González Fuertes |

|                                  |           |            |
| Robertone 8’ Babić 17’ Touré 39’ | Marcatori | 81’ Catena |

| Madrid 14 ottobre 2022, ore 21:00 CEST 9ª giornata | Rayo Vallecano | 0 – 0 referto | Getafe | Stadio Vallecas (13 076 spett.)\| Arbitro: \| Melero López \| |
| Arbitro:                                           | Melero López   |               |        |                                                               |

| Arbitro: | Iglesias Villanueva |

|            |           |                     |
| Morata 20’ | Marcatori | 90+2’ (rig.) Falcao |

| Arbitro: | Muñiz Ruiz |

|                                                              |           |                   |
| Palazón 44’ (rig.) García 45+1’ Lejeune 63’, 89’ Camello 79’ | Marcatori | 82’ (aut.) Balliu |

| Arbitro: | Mateu Lahoz |

|  |           |               |
|  | Marcatori | 61’ Á. García |

| Arbitro: | Martínez Munuera |

|                                         |           |                               |
| Comesaña 5’ García 44’ Trejo 67’ (rig.) | Marcatori | 37’ (rig.) Modrić 41’ Militão |

| Madrid 10 novembre 2022, ore CET 14ª giornata | Rayo Vallecano            | 0 – 0 referto | Celta Vigo | Stadio Vallecas (12 419 spett.)\| Arbitro: \| José Luis Munuera Montero \| |
| Arbitro:                                      | José Luis Munuera Montero |               |            |                                                                            |

| Arbitro: | Figueroa Vázquez |

|                                        |           |                        |
| Castellanos 34’ (rig.) Sáiz 75’ (rig.) | Marcatori | 2’ Camello 62’ Palazón |

| Arbitro: | de Mera Escuderos |

|             |           |                                    |
| Camello 20’ | Marcatori | 7’ (aut.) Balliu 40’ Luiz Henrique |

| Arbitro: | Melero López |

|  |           |             |
|  | Marcatori | 65’ Palazón |

| Arbitro: | Mateu Lahoz |

|  |           |                             |
|  | Marcatori | 15’ Sørloth 36’ Barrenetxea |

| Arbitro: | Pulido Santana |

|  |           |             |
|  | Marcatori | 70’ Camello |

#### Girone di ritorno
| Arbitro: | Soto Grado |

|                              |           |  |
| Ely 54’ (aut.) Á. Garcia 63’ | Marcatori |  |

| Arbitro: | de Mera Escuderos |

|               |           |                      |
| Enes Ünal 77’ | Marcatori | 38’ (aut.) Arambarri |

| Arbitro: | Gil Manzano |

|             |           |          |
| Lejeune 65’ | Marcatori | 28’ Suso |

| Arbitro: | Muñiz Ruiz |

|                  |           |  |
| S. Guardiola 74’ | Marcatori |  |

| Madrid 5 marzo 2023, ore 18:30 CET 24ª giornata | Rayo Vallecano | 0 – 0 referto | Athletic Bilbao | Campo de Fútbol de Vallecas (12 979 spett.)\| Arbitro: \| Melero López \| |
| Arbitro:                                        | Melero López   |               |                 |                                                                           |

| Arbitro: | Juan Luis Pulido Santana |

|                                     |           |  |
| Iago Aspas 51’, 85’ Ciss 52’ (aut.) | Marcatori |  |

| Arbitro: | González Fuertes |

|                       |           |                    |
| Palazón 23’ Trejo 34’ | Marcatori | 29’, 52’ Tsygankov |

| Arbitro: | Figueroa Vázquez |

|                     |           |             |
| Kluivert 82’ (rig.) | Marcatori | 9’ Comesaña |

| Arbitro: | De Burgos Bengoetxea |

|                 |           |                           |
| Fran García 85’ | Marcatori | 22’ Molina 24’ M. Hermoso |

| Arbitro: | Munuera Montero |

|                                |           |               |
| Aridane 40’ (aut.) Palazón 43’ | Marcatori | 66’ Moi Gómez |

| Arbitro: | Muñiz Ruiz |

|                                |           |             |
| Sørloth 59’ Lejeune 81’ (aut.) | Marcatori | 57’ Palazón |

| Arbitro: | Gil Manzano |

|                            |           |                 |
| Álvaro 19’ Fran García 53’ | Marcatori | 83’ Lewandowski |

| Arbitro: | Melero López |

|                                                   |           |  |
| Morente 45+1’ Boyé 52’ De La Torre 53’ Gumbau 72’ | Marcatori |  |

| Arbitro: | de Mera Escuderos |

|                          |           |          |
| De Tomás 48’ Camello 80’ | Marcatori | 84’ León |

| Arbitro: | Pulido Santana |

|                                    |           |              |
| Sabaly 5’ Ayoze 44’ Iglesias 90+6’ | Marcatori | 52’ Comesaña |

| Arbitro: | Hernández Hernández |

|              |           |                        |
| De Tomás 42’ | Marcatori | 23’ Darder 59’ Melamed |

| Arbitro: | Gil Manzano |

|                         |           |              |
| Benzema 31’ Rodrygo 89’ | Marcatori | 84’ De Tomás |

| Arbitro: | Iglesias Villanueva |

|                          |           |              |
| De Tomás 56’ Palazón 63’ | Marcatori | 83’ Lo Celso |

| Arbitro: | Mateu Lahoz |

|                                          |           |  |
| Muriqi 51’ Copete 71’ Á. Rodríguez 90+3’ | Marcatori |  |

### Coppa del Re
| Arbitro: | de Mera Escuderos |

|           |           |                                    |
| Magno 33’ | Marcatori | 23’ Bebé 51’ D. Méndez 78’ Camello |

| Arbitro: | Cuadra Fernández |

|                                 |                      |                          |
| Torrent C. Moreno Serrano Ramón | Tiri di rigore 1 – 3 | Falcao Palazón M. Suárez |

| Arbitro: | Pulido Santana |

|                      |           |  |
| Milovanović 57’, 88’ | Marcatori |  |

## Statistiche

### Statistiche di squadra
| Competizione     | Punti | In casa | In casa | In casa | In casa | In casa | In casa | In trasferta | In trasferta | In trasferta | In trasferta | In trasferta | In trasferta | Totale | Totale | Totale | Totale | Totale | Totale | DR |
| Competizione     | Punti | G       | V       | N       | P       | Gf      | Gs      | G            | V            | N            | P            | Gf           | Gs           | G      | V      | N      | P      | Gf     | Gs     | DR |
| ---------------- | ----- | ------- | ------- | ------- | ------- | ------- | ------- | ------------ | ------------ | ------------ | ------------ | ------------ | ------------ | ------ | ------ | ------ | ------ | ------ | ------ | -- |
| Primera División | 49    | 19      | 9       | 5       | 5       | 28      | 22      | 19           | 4            | 5            | 10           | 17           | 31           | 38     | 13     | 10     | 15     | 45     | 53     | -8 |
| Coppa del Re     | -     | 0       | 0       | 0       | 0       | 0       | 0       | 3            | 1            | 1            | 1            | 3            | 3            | 3      | 1      | 1      | 1      | 3      | 3      | 0  |
| Totale           | -     | 19      | 9       | 5       | 5       | 28      | 22      | 22           | 5            | 6            | 11           | 20           | 34           | 41     | 14     | 11     | 16     | 48     | 56     | -6 |

### Andamento in campionato
| Giornata  | 1  | 2 | 3  | 4  | 5 | 6  | 7  | 8  | 9  | 10 | 11 | 12 | 13 | 14 | 15 | 16 | 17 | 18 | 19 | 20 | 21 | 22 | 23 | 24 | 25 | 26 | 27 | 28 | 29 | 30 | 31 | 32 | 33 | 34 | 35 | 36 | 37 | 38 |
| --------- | -- | - | -- | -- | - | -- | -- | -- | -- | -- | -- | -- | -- | -- | -- | -- | -- | -- | -- | -- | -- | -- | -- | -- | -- | -- | -- | -- | -- | -- | -- | -- | -- | -- | -- | -- | -- | -- |
| Luogo     | T  | C | C  | T  | C | T  | C  | T  | C  | T  | C  | T  | C  | C  | T  | C  | T  | C  | T  | C  | T  | C  | T  | C  | T  | C  | T  | C  | C  | T  | C  | T  | C  | T  | C  | T  | C  | T  |
| Risultato | N  | V | P  | P  | V | P  | V  | P  | N  | N  | V  | V  | V  | N  | N  | P  | V  | P  | V  | V  | N  | N  | P  | N  | P  | N  | N  | P  | V  | P  | V  | P  | V  | P  | P  | P  | V  | P  |
| Posizione | 13 | 6 | 11 | 14 | 9 | 12 | 10 | 10 | 10 | 10 | 10 | 9  | 8  | 8  | 8  | 9  | 9  | 9  | 7  | 5  | 6  | 6  | 6  | 7  | 7  | 8  | 8  | 9  | 8  | 9  | 9  | 10 | 9  | 11 | 11 | 12 | 10 | 11 |

Legenda:

Luogo: C = Casa; T = Trasferta. Risultato: V = Vittoria; N = Pareggio; P = Sconfitta.